# 唐津村
唐津村（からつむら）とは、佐賀県東松浦郡に属していた、現在の唐津市の町田川流域周辺にあった村である。1889年（明治22年）の市町村制の施行により発足し、1931年（昭和6年）に唐津町と合併するまで存在していた。
村内の大字は、唐津、大石、妙見浦、大島、神田、見借、竹木場、唐川、菅牟田、重河内、熊ノ峰とある。村域は、現在の長松小学校、西唐津小学校、竹木場小学校校区のほぼ全域、及び、外町小学校、成和小学校校区の一部となっている。
1898年（明治31年）には唐津町との境界付近に唐津駅が建てられた。